# 阿耶盧山

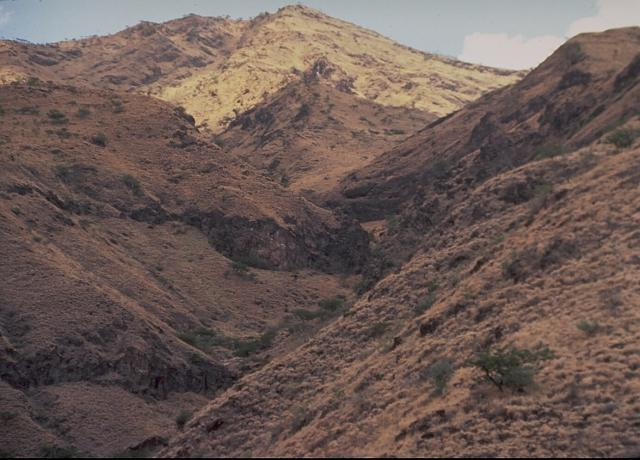
阿耶盧山

阿耶盧山是埃塞俄比亞東部的層狀火山，位於阿法爾州阿瓦什河的東岸附近，座標10°5′N 40°42′E / 10.083°N 40.700°E，海拔2,145米。阿法爾人每年前往阿耶盧山頂峰祈求健康和戰鬥勝利。

## 外部連結
- Global Volcanism Program: Ayelu （页面存档备份，存于）